# Fernando de Elzaburu Márquez
Fernando de Elzaburu Márquez, marqués de las Claras (Madrid, España, 3 de octubre de 1926 - Madrid, España, 14 de enero de 2000) fue un periodista científico así como precursor e impulsor del uso de la informática y las telecomunicaciones, apostando por las Nuevas Tecnologías antes del nacimiento de los PC's y naturalmente de Internet, habiendo participado a lo largo de toda su extensa trayectoria profesional en numerosos foros nacionales e internacionales. Fue uno de los precursores de las BBS en España.
Se licenció en Ciencias Químicas, por las universidades de Madrid y Oviedo, se diplomó en Agricultura por la Universidad de California (Estados Unidos) y era Agente de la Propiedad Industrial por oposición desde 1955, así como Agente Europeo de la Propiedad Industrial.

## Cargos y representaciones
- Primer Presidente de AUTEL (Asociación de Usuarios de Telecomunicaciones). Fue Presidente Vitalicio de Honor y miembro activo de su Junta Directiva.
- Miembro del Consejo Rector de la European Council of Telecommunication Users Associations (ECTUA) en Bruselas, de la que posteriormente también fue nombrado Presidente de Honor.
- Fundador n.º 100 y Vocal de la Junta Directiva del Club Siglo XXI.
- Periodista Científico y miembro de Honor de la Asociación Española de Periodismo Científico.
- Periodista Especializado y miembro de Honor de la Asociación Iberoamericana de Periodistas Especializados y Técnicos (AIPET).
- Miembro-Fundador del Club de Viena de Periodistas Científicos y observador del Club de Roma.
- Representante de España en la Comisión de Informática, Políticas de Información y Telecomunicaciones de la Cámara de Comercio Internacional con sede en París.
- Asesor y colaborador de la Oficina Intergubernamental de Informática (IBI), cooperadora de la UNESCO
- Miembro del Consejo Empresarial de las Tecnologías de la Información (CETI) en la CEOE, representando al Círculo de Empresarios como componente de la Comisión Interinstitucional.
- Consejero durante 20 años de la Asociación para el Progreso de la Dirección (APD).
- Expresidente de la II Asamblea de la Cruz Roja Española. Grado de Coronel, como Inspector Primero Honorífico y Placa de la Institución.
- Vocal del Consejo de Dirección de CITEMA (Centro de la Informática, Telemática y Medios Afines), organizadora del SIMO durante más de 32 años.
- Patrono de la Fundación Valenciana de Estudios Avanzados.
- Miembro activo de Futuribles International, con sede en París.
- Pertenecía al Patronato del Centro de Investigación de la Universidad Autónoma de Madrid UAM-IBM cuyo objetivo fue informatizar el Archivo de Indias.
- Miembro de la Red EARN que une 800 Universidades de todo el mundo.
- Como conferenciante, no sólo lo fue en España, sino que pronunció conferencias en más de 14 países, totalizando más de 300 intervenciones.
- Fue también habitual escritor, habiendo publicado alrededor de 250 artículos; colaborador en el diario ABC durante más de 27 años y publicado 10 libros (2 de ellos en inglés).

## Premios
- Gran Placa de la Orden Civil del Mérito de Telecomunicación (la primera que se otorgó en España, concedida por S.M. el Rey D. Juan Carlos I.
- Gran Cruz al Mérito Agrícola, concedida por S.M. el Rey D. Juan Carlos I, por su contribución para fomentar las telecomunicaciones en el mundo rural.
- Comendador de Número de la Orden de Isabel la Católica.
- Medalla de Oro al Mérito Tecnológico otorgada por FEDINE.
- VI Premio AIPET de Periodismo 1998 en reconocimiento a su trayectoria profesional.
- Premio de Comunicación y Ciencias Sociales, otorgado por el Consejo Mundial para la Formación Profesional.
- Académico Electo Investigador Numerario y la Medalla de la Academia Mundial de Ciencias Tecnológicas y Formación Profesional (1995).
- Profesor Honorario y Medalla de la Sociedad de Estudios Internacionales (SEI) (1995).
- Máster de Oro del Fórum de Alta Dirección (1995).
- Premio Especial a la Difusión de Internet por la revista SuperNet Magazine (1996).
- Medalla al Mérito de la Radioafición (1997).

## Libros
- Tiempos de cambio: conciencia, tecnología y estrategia, Ediciones 2010 (Madrid), 1999. ISBN 84-95058-88-X
- Educación: reto del tercer milenio, Fernando de Elzaburu Márquez, Jesús Martitegui Susunaga, Ediciones 2010 (Madrid), 1998. ISBN 84-95058-76-6
- Ayúdate a ti mismo: el mundo que nos espera, Ediciones 2010 (Madrid), 1997. ISBN 84-922107-1-0
- La esperanza alumbra el futuro: esperanza para todos, CDN, D.L. (Madrid), 1994. ISBN 84-86743-66-4
- La crisis mundial: de la incertidumbre a la esperanza, Fernando de Elzaburu Márquez, Jesús Martitegui Susunaga, Espasa Calpe, 1987. ISBN 84-239-6190-7
- El futuro habla en alto, Mezquita (Madrid), 1983. ISBN 84-86008-25-5
- La desconocida agricultura, Fernando de Elzaburu Márquez, Daniel Pagés Raventos, Asociación para el Progreso de la Dirección, D.L. (Madrid), 1980. ISBN 84-7019-075-X